# نيكولا أرويو
نيكولا أرويو هو رسام ودبلوماسي ومهندس معماري وسياسي كوبي، ولد في 31 أغسطس 1917 في هافانا في كوبا، وتوفي في 13 يوليو 2008 في واشنطن العاصمة في الولايات المتحدة.